# كيت جاكسون (موسيقية)
كيت جاكسون (بالإنجليزية: Kate Jackson)‏ هي موسيقية ومغنية بريطانية، ولدت في 16 سبتمبر 1979.

## وصلات خارجية
- كيت جاكسون على موقع ميوزك برينز (الإنجليزية)
- كيت جاكسون على موقع ديسكوغز (الإنجليزية)